# Nokia 3250

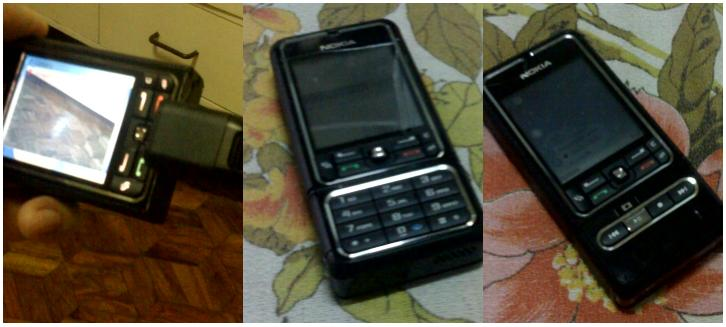
Nokia 3250

O Nokia 3250 XpressMusic é um dos primeiros telemóveis com a nova plataforma S60 de terceira edição. Este smartphone compacto tem um teclado único que roda 90 graus para o modo de câmara e outros 90 graus para apresentar as teclas de música. As principais características incluem uma câmara de 2 megapixéis, rádio FM, ranhura de expansão microSD e USB com modo de armazenamento em massa. Outras características incluem dados EDGE, altifalante e Bluetooth.

## Características
- Design: Torção
- Dimensões: 103,8 x 50 x 19,8 mm
- Peso: 130 g
- Teclado:
- Ecrã: Matriz ativa
- Tamanho: 34,8 mm x 41,1 mm
- Resolução: 176 x 208 pixéis e 262.144 cores
- Rede: Cobertura GSM tri-banda nos cinco continentes GSM/EDGE 900/1800/1900 (comutação automática entre bandas)
- Memória interna: 10 Mb
- Interface do utilizador: rotação da base do telefone para acesso imediato às funções de telefone, câmara ou som, joystick, botão de aplicação dedicado, botões de edição e encerramento, botão de envio (botão “Push to talk”) e de fim, botões ITU-T, botão de ligação, teclas dedicadas para recursos de áudio: Reproduzir/Pausa, Parar, Retroceder e Avançar.